# إميل تسسار
إميل تسسار (ولد عام 1927 في ليوبليانا، وتوفى عام 2020 في ليوبليانا) مؤرخ الأدب السلوفيني، أستاذ في جامعة ليوبليانا.